# Mohlsdorf-Teichwolframsdorf
Mohlsdorf-Teichwolframsdorf est une commune rurale de Thuringe (Allemagne), située dans l'arrondissement de Greiz.

## Géographie

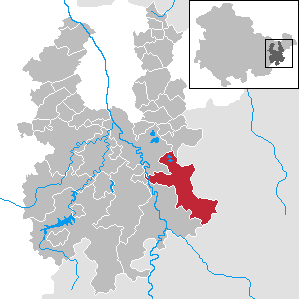
Situation de la commune (en rouge) dans l'arrondissement

Mohlsdorf-Teichwolframsdorf est située à l'est de l'arrondissement, à la limite avec les arrondissements de Zwickau et du Vogtland en Saxe. Les deux parties de la commune sont séparées par la grande forêt de Greiz et Werdau (Werdauer-Greizer Wald), le village de Waltersdorf est situé sur la rive droite de l'Elster Blanche. Le village de Möhlsdorf se trouve à 5 km à l'est de Greiz, le chef-lieu de l'arrondissement.
La commune est composée des onze villages suivants : Möhlsdorf, Göttesgrün, Herrmannsgrün, Kahmer, Reudnotz, Waldhaus, Teichwolframsdorf, Großkundorf, Kleinreinsdorf, Sorge-Settendorf, Waltersdorf (avec Rüßdorf).
Communes limitrophes (en commençant par la nord et dans le sens des aiguilles d'une montre) : Berga/Elster, Seelingstädt, Langenbernsdorf, Werdau, Fraureuth, Neumark, Reichenbach im Vogtland, Greiz et Neumühle/Elster.

## Histoire
La commune de Mohlsdorf-Teichwolframsdorf est issue de la fusion des communes de Mohlsdorf et de Teichwolframsdorf qui a eu lieu le 1er janvier 2012. Les deux communes étaient administrées auparavant par la ville de Berga/Elster et elles ont acquis leur indépendance à cette occasion.
La première mention écrite du village de Teichwolframsdorf date de 1278. Le château-fort de Rüßburg protégeait pendant le Moyen Âge le passage à gué de l'Elster.
De 1865 à 1999, Mohlsdorf a été desservi par la ligne de chemin de fer Greiz-Neumark.
Les villages de l'ancienne commune de Möhlsdorf ont fait partie de la principauté de Reuss branche aînée (cercle de Greiz), ceux de Teichwolframsdorf appartenaient au grand-duché de Saxe-Weimar-Eisenach (cercle de Neustadt), excepté Waltersdorf qui faisait partie de la principauté de Reuss branche cadette (cercle de Gera) jusqu'en 1918 et à leur rattachement à l'arrondissement de Greiz dans le nouveau land de Thuringe.
Les anciennes communes de Göttesgrün, Kahmer et Reudnitz ont été incorporées au territoire de Möhlsdorf en 1994. Katzendorf a été incorporée au territoire de Teichwolframsdorf en 1950, Sorge-Settendorf et Großkundorf en 1994 et Kleinreisndorf et Waltersdorf en 1997.

## Démographie

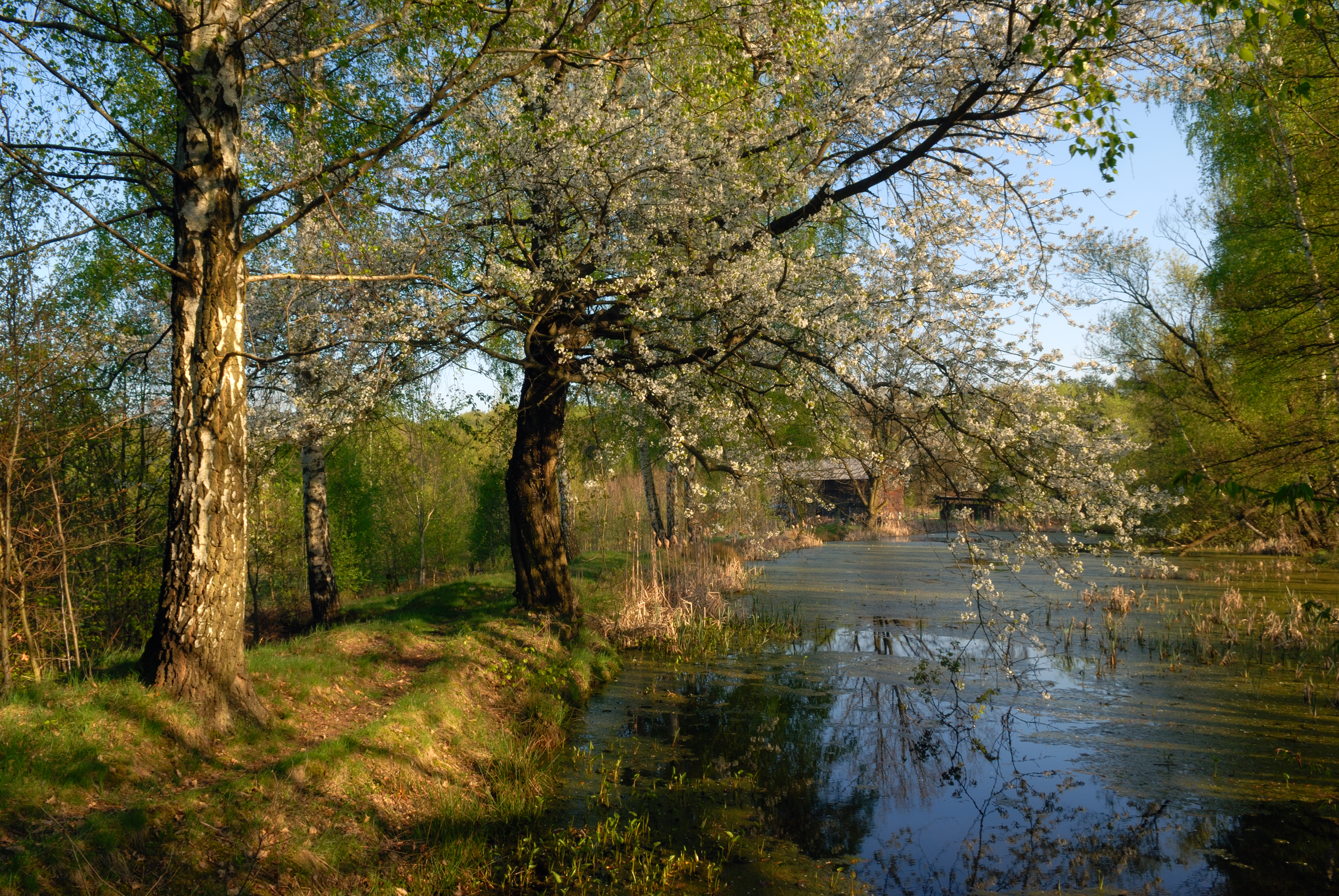
Village de Waldhaus

Commune de Möhlsdorf-Teichwolframsdorf dans ses dimensions actuelles :
| 1910   | 1933  | 1939  | 1997   | 2000   | 2005   | 2010   |
| ------ | ----- | ----- | ------ | ------ | ------ | ------ |
| 6 784, | 7 872 | 7 820 | 5 102, | 3 987, | 3 738, | 3 519, |

## Communications
Les villages de Möhlsdorf et Reudnitz sont situés sur la route L1086 Greiz-Werdau, Teichwolframsdorf se trouve au croisement de la L1085 Neumühle/Elster-Werdau et de la L2337 qui se dirige au nord vers Trünzig et Seelingstädt.
Autres routes :
- K207 Waldhaus-Greiz ;
- K205 MÖhlsdorf-Kahmer ;
- K511 Göttesgrün-Reuth.

Teichwolframsdorf possède une gare sur la ligne Werdau-Weida.